# Milciades Morel
Milciades Morel (Coronel Oviedo, Paraguay, 9 de septiembre de 1953) es un exfutbolista paraguayo que jugaba en la posición de delantero. Fue integrante de la selección de fútbol de Paraguay campeón de la Copa América 1979.

## Trayectoria

### Inicios
Milciades Morel dio sus primeros pasos en su carrera futbolística como jugador del Club General Díaz (CO) en su ciudad natal. Posteriormente, se unió al Sportivo Coronel Oviedo, donde permaneció durante un año. En 1975, representó a la selección ovetense en el torneo Interligas.

### Club Libertad
En 1976, Milciades Morel se incorporó al Club Libertad, donde compitió por la posición con dos destacados goleadores, Cristóbal Maldonado y Apolinar Paniagua. Sin embargo, se vio la necesidad de reubicarlo en otra posición para dar cabida al recién llegado. Su debut en la Primera División de Paraguay ocurrió en un enfrentamiento contra el equipo Sol de América, disputado en el campo del Club Libertad, que hoy en día es conocido como el Estadio Tigo La Huerta. El primer tanto anotado por Morel tuvo lugar en un partido contra el Club Nacional. En ese encuentro, el equipo inició perdiendo 4-0, pero Morel ingresó en la segunda mitad y contribuyó con dos goles, mientras que su compañero Maldonado aportó otros dos, lo que resultó en un empate 4-4. Ese año, el Club Libertad se coronó campeón tras una sequía de veintiuna temporadas sin lograr el título.

### R. C. D. Espanyol
En 1980, "El Tanque" emprendió su carrera en el Viejo Continente al unirse al R. C. D. Espanyol de Barcelona, España. Permaneció en el club hasta la primera mitad de la temporada 1981-82. Durante su tiempo en el equipo, participó en un total de diez partidos, de los cuales ganó cuatro, empató dos y perdió cuatro. Además, anotó un gol en su trayectoria con el club.

### Retirada temporal
En 1981, Morel firmó contrato con el Sportivo Luqueño. Sin embargo, tan solo un año después, en 1982, tomó la decisión de retirarse del fútbol profesional para dedicarse a trabajar en el campo junto a su padre.

«Ya no quise seguir, es que el campesino añora su valle; en 1982 no jugué, trabajé con mi padre que tenía un camión de carga en Oviedo, tenía plantaciones de caña dulce y trabajaba ahí»
Milciades Morel, en entrevista para  Última Hora.

### El regreso al fútbol
Después de su retiro temporal, "El Tanque" regresó al Sportivo Luqueño en 1983. Durante ese período, logró un subcampeonato y se destacó como el segundo máximo goleador de la temporada. Sin embargo, su segunda etapa en el club llegó a su fin ese mismo año.

### Cerro Porteño
En 1984, se unió al equipo Cerro Porteño, donde desempeñó su juego durante una temporada hasta el año 1985.

### Club Guaraní
En 1986, llegó al Club Guaraní, donde jugó hasta el año 1987.

### Fin de su carrera
Tras más de una década de actividad como futbolista profesional, Milciades Morel regresó a su club de origen, el Club Libertad, en 1988. En este equipo jugó durante tres temporadas antes de tomar la decisión definitiva de poner fin a su carrera futbolística en 1991, esta vez de manera permanente.

## Selección nacional
Gracias a su destacado desempeño en el Club Libertad, Milciades Morel recibió su primera convocatoria para integrar la preselección que participaría en las Eliminatorias Sudamericanas para la Copa Mundial de la FIFA de 1978. Aunque no tuvo la oportunidad de jugar en ningún partido durante dicho torneo, su momento llegaría dos años después.
Su debut se produjo bajo la dirección del entrenador Magín Gómez el 17 de mayo de 1979. Morel acumuló un total de 10 apariciones con la selección, incluyendo encuentros amistosos y oficiales, en los cuales anotó 3 goles. De estos 10 partidos, 8 fueron oficiales y 2 amistosos (en su debut, ante Brasil, con figuras como Zico, Sócrates y Carpegiani, en una derrota 0-6, y contra Uruguay, en un empate 0-0).

### Copa América 1979
En 1979, Morel fue convocado por la selección de fútbol de Paraguay para competir en la Copa América. En dicho torneo, Morel destacó al anotar dos goles cruciales: el primero, durante la semifinal contra Brasil, disputada en el Estadio Maracaná, que concluyó con un empate 2-2; el segundo, en la final contra Chile, celebrada en Asunción, donde Paraguay obtuvo una victoria de 3-0. Estos goles fueron determinantes para que Paraguay se consagrara campeón de la Copa América en 1979.

### Copa América 1983
En la Copa América 1983, Morel participó en dos partidos, ambos contra Brasil. En el partido de ida de la semifinal, disputado el 13 de octubre, jugó los 90 minutos y anotó un gol en el empate 1-1. En el partido de vuelta, celebrado el 20 de octubre, el encuentro terminó sin goles. En este último partido, Morel formó parte de la delantera junto a Roberto Cabañas y fue sustituido por Alfredo Mendoza a los 46 minutos de juego.

## Palmarés
| Título            | Equipo                | Sede          | Año  |
| ----------------- | --------------------- | ------------- | ---- |
| División de Honor | Libertad              | Paraguay      | 1976 |
| Copa América      | Selección de Paraguay | Sin sede fija | 1979 |

## Reconocimientos
El 19 de octubre de 2016 fue distinguido con la Medalla Municipal al Mérito Domingo Martínez de Irala por la Junta Municipal de la ciudad de Asunción, junto a sus compañeros de la selección paraguaya por el título de campeón logrado en la Copa América 1979.

## Legado deportivo
Diego Morel, hijo de Milciades, optó por seguir la senda del fútbol y se ha convertido en un arquero profesional. Aunque a diferencia de su progenitor, Diego aún no ha tenido la ocasión de defender la camiseta de la selección nacional de Paraguay en la máxima categoría. No obstante, ha recibido llamados en múltiples ocasiones y ha participado en encuentros con la selección sub-20 de Paraguay.